# Petrkov (Bojanov)
Petrkov je malá vesnice a část městyse Bojanov v okrese Chrudim. Nachází se asi 1,5 kilometru severovýchodně od Bojanova. Petrkov leží v katastrálním území Bojanov o výměře 6,09 km².

## Historie
První písemná zmínka o vesnici pochází z roku 1329.